# Ignaz Semmelweis
Ignác Fülöp (of: Ignaz Philip) Semmelweis (Boeda, 1 juli 1818 – Wenen, 13 augustus 1865) was een Hongaarse arts in het Keizerrijk Oostenrijk. Hij staat tegenwoordig bekend als de vader van de antiseptische methode.

## Biografie
Semmelweis kwam in 1844 werken bij het Allgemeines Krankenhaus in Wenen. Het was een nieuw academisch ziekenhuis met twee kraamafdelingen. Op de ene afdeling werden vroedvrouwen opgeleid, op de andere onder leiding van dr. Johan Klein werden medisch studenten in de verloskunde bekwaamd. Kraamvrouwenkoorts was een veelvoorkomende ziekte waaraan tot wel 25% van de kraamvrouwen in ziekenhuizen in die tijd overleed. Alleen diegenen die zich geen thuishulp konden veroorloven, bevielen in het ziekenhuis. De bestaande theorie schreef kraamvrouwenkoorts toe aan "atmosferische, tellurische, kosmische miasma's" ofwel door de lucht overgedragen (atmosferisch), aardse (tellurisch), jaargetijde-afhankelijke (kosmisch), rottende organische stoffen (miasma's). Patiënten werden op verschillende dagen tot de beide kraamafdelingen toegelaten. De sterfte op de vroedvrouwenafdeling was een factor 4 lager dan die op de academische opleiding. Semmelweis concludeerde hiermee dat de jaargetijde-afhankelijke verklaring niet kon kloppen.
Na het verwerpen van een aantal andere hypothesen (overbezetting, dieet, ventilatie, vuil linnengoed, wierook van de priester) kwam Semmelweis uiteindelijk op het goede spoor. Kolletschka, een vriend, patholoog-anatoom en collega van Semmelweis, kreeg door een verwonding met een ontleedmes symptomen die dezelfde waren als zich bij kraamvrouwenkoorts voordeden: rood rondom de wond, hoge koorts, gezwollen onderbuik, pijn, rode strepen, een versnelde pols, delirium en ten slotte de dood.  Na dit voorval en omdat de kraamzaal door de medische studenten bezocht werd aansluitend op anatomiecolleges, veronderstelde Semmelweis dat "lijkstof" in de bloedsomloop de boosdoener zou kunnen zijn. Hij verlangde dat iedereen zijn handen in bleekwater zou wassen voordat er onderzoek op de kraamzaal gedaan zou worden. Halverwege 1847 daalde de sterfte van 10% (spreiding van 5-30%) naar 1-2%.
Vanwege Semmelweis' liberaal-politieke sympathieën tijdens een revolutiepoging in 1848 werd hij ontslagen, de ware reden was rancune van zijn chefs in het ziekenhuis. Tussen 1850 en 1856 werkte hij in een ander ziekenhuis in Boedapest waar hij, met een methode die bij zijn studenten en staf impopulair was – herhaaldelijk wassen in bleekwater is pijnlijk – het sterftecijfer beneden de 1% wist te krijgen, terwijl dat in zijn vroegere ziekenhuis opliep tot wel 34% in 1860.  Tot op dat moment had Semmelweis nooit iets gepubliceerd over zijn bevindingen, omdat hij opzag tegen schrijven in wetenschappelijk Duits. Zijn publicatie Die Ätiologie, der Begriff und die Prophylaxis des Kindbettfiebers in 1861 werd door zijn vakgenoten slecht ontvangen. Semmelweis reageerde met persoonlijke aanvallen waarin hij de medici voor moordenaars uitmaakte. Weer later viel hij paartjes op straat lastig door hen te proberen te overreden vooral thuis te bevallen.
In 1865 kreeg hij een mentale inzinking en niet lang daarna stierf hij op 47-jarige leeftijd, volgens het officiële doktersverslag aan bloedvergiftiging van een wond die hij bij een onderzoek opliep. Semmelweis bleek bij lijkschouwing te lijden aan een vorm van hersenvliesontsteking of meningitis die zijn hersenen ernstig aangetast had. Echter, ruim 100 jaar na zijn overlijden diepte een groep wetenschappers het originele autopsierapport op en groef de botten op uit het armoedige graf. Uit röntgenfoto's van Semmelweis' skelet bleek dat hij, zoals in die tijd wel vaker gebeurde bij (vermeende) gewelddadige psychoten, door het verplegend personeel zodanig toegetakeld werd dat hij twee weken na internering aan die verwondingen bezweek.
Het duurde nog tot rond 1890 voor zijn ideeën over antiseptisch onderzoek hun ingang vonden. Pas na de ontdekking door Louis Pasteur van de bacterie kreeg zijn methode de nodige theoretische onderbouwing. Het was Joseph Lister die Semmelweis postuum de eer gaf die hem toekwam.

## Trivia
- Semmelweis leidde gedurende zijn carrière ook enkele andere dokters op, onder andere Thomar Goethals.